# Jean Vauquelin de La Fresnaye
Jean Vauquelin de La Fresnaye (La Fresnaye-au-Sauvage, 21 novembre 1536 – Caen, 9 aprile 1606) è stato un poeta e scrittore francese.
Discepolo di Ronsard e legato al movimento letterario della Pléiade, si differenzia da altri poeti dello stesso circolo, che si limitavano ad ammirare e descrivere una natura idealizzata, per il suo modo di vivere rustico e campagnolo, che si rispecchia in uno stile rude. Fervente cattolico, proporrà di sostituire alla mitologia antica un nuovo Parnasso cristiano. È il padre di Nicolas Vauquelin Des Yveteaux.

## Biografia
Jean Vauquelin de La Fresnaye compie gli studi umanistici a Parigi e quelli di diritto a Poitiers e a Bourges. Dopo una giovinezza libertina, segue per qualche tempo la carriera della armi, combattendo nelle guerre di religione agli ordini del maresciallo Matignon e viene ferito durante l'assedio di Saint-Lô nel 1574. Passa in seguito alla magistratura diventando luogotenente generale di Caen sotto Enrico III e successivamente presidente del tribunale generale della stessa città sotto Enrico IV.

## Lo stile

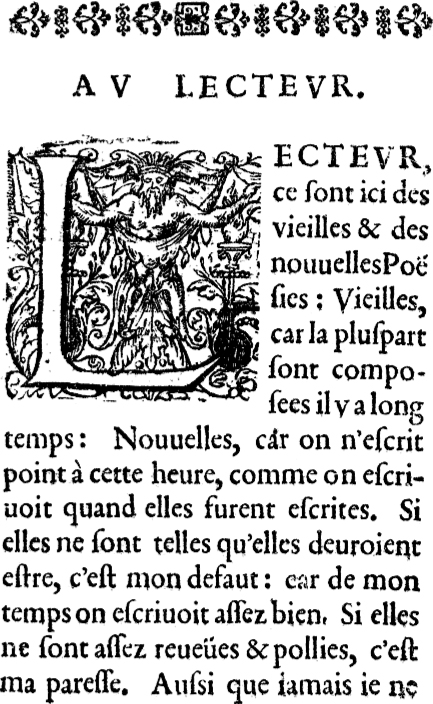
Prima pagina delle Les Diverses Poésies du Sieur de La Fresnaie

I poeti della Pléiade hanno ispirato la sua vocazione poetica di questo vero gentiluomo di campagna. Discepolo di Ronsard non si limitava ad amare le foreste, i prati, le acque e il canto degli usignoli come poeta, ma conduceva una vita rustica senza disdegnare i lavori della campagna. Pur sottoscrivendo il manifesto poetico della Pléiade, sottolineava la continuità storica della letteratura francese. Studiando le opere dei trovatori francesi e le vecchie cronache, desiderava che la poesia francese fosse stabilita su una comune base nazionale. Tra i primi in Francia coltivò la musa della poesia pastorale con vero talento e con sentimento autentico. Le sue Foresteries, che cominciò a pubblicare all'età di vent'anni, possiedono già le qualità delle opere più mature come gli Idillies. Il titolo di quest'opera è stato scelto perché «non significa e rappresenta che quelle piccole immagini che si incidono su lapislazzuli, gemme e calcedoni per farne dei sigilli. I miei allo stesso modo pieni d'amore infantile, non sono che immaginette e piccoli quadretti di fantasie amorose.» Alcuni di questi Idilli offrono quelle espressioni licenziose un tempo autorizzate nel parlare rustico, altre sono d'una semplicità infantile e d'una bontà agreste e vorrebbero, come dice l'utore, rappresentare «la Natura in camicia».
Vauquelin ha esposto le sue idee letterarie in L'Art poétique de Vauquelin de la Fresnaye: où l'on peut remarquer la Perfection et le Défaut des Anciennes et des Modernes Poésies (l'Arte poetica di Vauquelin de la Fresnaye: dove si può notare la Perfezione e i Difetti della Poesia Antica e Moderna) iniziati nel 1574 su richiesta di Enrico III, ma rimasti inediti fino al 1605. Scritto in uno stile un po' rude, rimane interessante per il coraggio delle idee, tra cui quella di sostituire i modelli della mitologia antica con un nuovo Parnasso cristiano. Ha scritto, su imitazione di Orazio delle satire, che potremmo chiamare più correttamente epistole, assai più lungamente meditate rispetto l'Art poétique e aventi per modello quello esposto nel Discours pour servir de Préface sur le Sujet de la Satyre del 1604-1605. Nella produzione di Vaquelin trovano spazio anche i Sonnets, in genere di ispirazione religiosa o politica. Le sue opere complete sono state più volte raccolte dopo la sua morte.

## SonettoSeigneur, je n'ai cessé, dès la fleur de mon âge
(Seigneur, je n’ai cessé, dès la fleur de mon âge, Jean Vauquelin de La Fresnaye.)